# ستفانو بورجونووو
ستفانو بورجونووو (به ایتالیایی: Stefano Borgonovo) بازیکن فوتبال و اهل ایتالیا است که از سال ۱۹۸۹ میلادی عضو تیم ملی فوتبال ایتالیا بوده و در ۳ بازی ملی حضور داشته‌است. او در بازی‌های ملی‌اش گلی به ثمر نرساند.
ستفانو بورجونووو آخرین بازی ملی خود را در سال ۱۹۸۹ میلادی انجام داد.